# Cornelius (North Carolina)
Cornelius is een plaats (town) in de Amerikaanse staat North Carolina, en valt bestuurlijk gezien onder Mecklenburg County.

## Demografie
Bij de volkstelling in 2000 werd het aantal inwoners vastgesteld op 11.969.
In 2006 is het aantal inwoners door het United States Census Bureau geschat op 20.449, een stijging van 8480 (70.8%).

## Geografie
Volgens het United States Census Bureau beslaat de plaats een oppervlakte van
22,6 km², waarvan 21,9 km² land en 0,7 km² water. Cornelius ligt op ongeveer 256 m boven zeeniveau.

## Plaatsen in de nabije omgeving
De onderstaande figuur toont nabijgelegen plaatsen in een straal van 16 km rond Cornelius.